# استاریه سولی
استاریه سولی (انگلیسی: Staryye Sulli) یک شهرک در شهرستان یرمکیفسکی استان باشقیرستان کشور روسیه است.